# Novembre 1977

## Événements
- 6 novembre (Rallye automobile) : arrivée du Tour de Corse.

- 9 novembre : Anouar el-Sadate déclare devant l’assemblée nationale égyptienne qu’il est prêt à se rendre en Israël pour négocier la paix.

- 12 novembre : le gouvernement thaïlandais de Tanin Kraivixien est renversé par l’amiral Sangad Chaloryu et son groupe. Sangad instaure un nouveau cabinet dirigé par le général Kriangsak Chomanan pour essayer de panser les divisions de la société thaïlandaise et améliorer les relations avec les régimes communistes des pays voisins.

- 13 novembre : rupture des relations diplomatiques de la Somalie avec Cuba et l'Union soviétique.

- 19 novembre :
  - visite historique de Anouar el-Sadate en Israël, à Jérusalem, il prononce un discours à la Knesset[1]. Il y réaffirme son désir de paix et le droit des Palestiniens. Cette visite reconnaît de facto l’État d’Israël, ce qui entraîne l’hostilité des autres pays arabes.
  - Après neuf soirées paisibles de lecture de poésie organisées par l'Association des écrivains (créée dans les années 60 et rouverte en juin 1977) à la société culturelle germano-iranienne et à l’Université Aryamehr, la police iranienne tente de démanteler la dixième session qui devait rassembler près de 10 000 étudiants. Cette tentative a incité une foule en colère à quitter le campus et à défiler dans la rue, en criant des slogans anti-régime. Lors des affrontements qui ont suivi avec la police, un étudiant a été tué, plus de soixante-dix ont été blessés et une centaine ont été arrêtés[2].

- 24 novembre (Rallye automobile) : arrivée du Rallye de Grande-Bretagne.

- 25 novembre : « Loi de défense et garantie de l’ordre public »[3] au Salvador (1977-1979) qui permet au gouvernement de mener une campagne de répression contre toute contestation et contre l’Église, ce qui affecte ses relations avec les États-Unis.
- 30 novembre : Sortie du film Les Aventures de Bernard et Bianca, le premier film de la nouvelle génération d'animateurs Disney à l'œuvre pour les films de la Renaissance Disney des années 1990.

## Naissances
- 1er novembre : Flora Martínez, actrice canado-colombienne.
- 3 novembre : Greg Plitt, acteur américain († 17 janvier 2015).
- 4 novembre : So Ji-sub, acteur et mannequin sud-coréen.
- 5 novembre : Cyril Lignac, cuisinier français.
- 7 novembre : Bertrand Puard, romancier de langue française, prix Cognac 2001 et 2012, prix du Roman d'Aventures 2003.
- 8 novembre : Stephan Protschka, homme politique allemand.
- 10 novembre : Brittany Murphy, actrice et chanteuse américaine († 20 décembre 2009).
- 11 novembre : Arianna Follis, skieuse de fond valdôtaine.
- 14 novembre : Brian Dietzen, acteur américain.
- 15 novembre : Sean Murray, acteur américain.
- 16 novembre : Maggie Gyllenhaal (sœur de Jake), actrice américaine.
- 19 novembre : Mette Frederiksen, femme politique danoise.
- 23 novembre : 
  - Frédérick Sigrist, humoriste français.
  - Jean-Baptiste Élissalde, joueur de rugby français, demi de mêlée du Stade Toulousain et international.
- 25 novembre : Jill Flint, actrice américaine.
- 27 novembre : Frédérick Sigrist, humoriste et animateur de radio français.
- 30 novembre : Virginie Guilhaume, animatrice de télévision française.

## Décès
- 5 novembre : René Goscinny, scénariste de bande dessinée.